# Condado de Butler (Nebraska)
El condado de Butler (en inglés: Butler County), fundado en 1871, es un condado del estado estadounidense de Nebraska. En el año 2000 tenía una población de 8,767 habitantes con una densidad de población de 6 personas por km². La sede del condado es David City.

## Geografía
Según la oficina del censo el condado tiene una superficie total de 1513 km² (584,2 mi²), de los que la totalidad son tierra.

## Condados adyacentes
- Condado de Saunders - este
- Condado de Seward - sur
- Condado de Polk - oeste
- Condado de Platte - noroeste
- Condado de Colfax - norte

## Demografía
Según el censo del 2000 la renta per cápita media de los habitantes del condado era de 36.331 dólares y el ingreso medio de una familia era de 44.441 dólares. En el año 2000 los hombres tenían unos ingresos anuales 28.856 dólares frente a los 20.979 dólares que percibían las mujeres. El ingreso por habitante era de 16.394 dólares y alrededor de un 8.20% de la población estaba bajo el umbral de pobreza nacional.

## Ciudades y pueblos
- Abie
- Bellwood
- Brainard
- Bruno
- David City
- Dwight
- Garrison
- Linwood
- Loma
- Octavia
- Rising City
- Surprise
- Ulysses